# Класиране по медали от Зимните олимпийски игри 2018
Таблицата с медали на зимните олимпийски игри 2018 е списък на националните олимпийски комитети, класирани по броя на спечелените медали по време на Зимните олимпийски игри 2018, проведени в окръг Пхьончхан, Южна Корея, от 9 до 25 февруари 2018 г. С представените 102 спортни събития в 15 спорта това е първата зимна олимпиада, която надмина 100 комплекта медали. Въведени са четири нови дисциплини в съществуващите спортове в зимната олимпийска програма в Пхьончхан, включително Биг Еър сноуборд (изпълнение на въздушни трикове след засилване по наклон), doubles curling (кърлинг по двойки), бързо пързаляне с кънки в масов старс, и отборно ски алпийски дисциплини.

## Медали
На Олимпийските игри в Южна Корея са раздадени 102 комплекта медали. Златните медали са 103 на брой, а сребърните и бронзовите – по 102.
Разминаването в броя златни, сребърни и бронзови медали се дължи на дицсиплини, в които се дават по няколко медала в категория, заради еднакво време. Това са:
- бобслей с двама мъже – 2 златни медала и поради това липса на сребърен[2]
- бобслей с четирима мъже – 2 сребърни медала и поради това липса на бронзов[3]
- ски бягане при жени (10 км свободен стил) – 2 бронзови медала[4]

## Класиране
Таблицата с медали се основава на информация, предоставена от Международния олимпийски комитет (МОК) и е в съответствие с конвенцията на МОК в публикуваните му таблици с медали. По подразбиране таблицата е подредена по броя на златните медали, които са спечелили спортистите от дадена нация, където нацията е организация, представлявана от Национален олимпийски комитет (НОК). Броят на сребърните медали се взема предвид след това, а накрая и броят на бронзови медали. Ако все още има равенство след това, нациите споделят равен ранг и са изброени по азбучен ред според техния НОК код.
Легенда
     Домакин (Южна Корея)
| №             | Държава                       | Злато | Сребро | Бронз | Общо |
| ------------- | ----------------------------- | ----- | ------ | ----- | ---- |
| 1             | Норвегия                      | 11    | 14     | 11    | 35   |
| 2             | Германия                      | 14    | 10     | 7     | 31   |
| 3             | Канада                        | 11    | 8      | 10    | 29   |
| 4             | САЩ                           | 9     | 8      | 6     | 23   |
| 5             | Нидерландия                   | 8     | 6      | 6     | 20   |
| 6             | Швеция                        | 7     | 6      | 1     | 14   |
| 7             | Южна Корея                    | 5     | 8      | 4     | 17   |
| 8             | Швейцария                     | 5     | 6      | 4     | 15   |
| 9             | Франция                       | 5     | 4      | 6     | 15   |
| 10            | Австрия                       | 5     | 3      | 6     | 14   |
| 11            | Япония                        | 4     | 5      | 4     | 13   |
| 12            | Италия                        | 3     | 2      | 5     | 10   |
| 13            | Олимпийски спортисти от Русия | 2     | 6      | 9     | 16   |
| 14            | Чехия                         | 2     | 2      | 3     | 7    |
| 15            | Беларус                       | 2     | 1      | 0     | 3    |
| 16            | Китай                         | 1     | 6      | 2     | 9    |
| 17            | Словакия                      | 1     | 2      | 0     | 3    |
| 18            | Финландия                     | 1     | 1      | 4     | 6    |
| 19            | Великобритания                | 1     | 0      | 4     | 5    |
| 20            | Полша                         | 1     | 0      | 1     | 2    |
| 21            | Унгария                       | 1     | 0      | 0     | 1    |
| 21            | Украйна                       | 1     | 0      | 0     | 1    |
| 23            | Австралия                     | 0     | 2      | 1     | 3    |
| 24            | Словения                      | 0     | 1      | 1     | 2    |
| 25            | Белгия                        | 0     | 1      | 0     | 1    |
| 26            | Испания                       | 0     | 0      | 2     | 2    |
| 26            | Нова Зеландия                 | 0     | 0      | 2     | 2    |
| 28            | Казахстан                     | 0     | 0      | 1     | 1    |
| 28            | Латвия                        | 0     | 0      | 1     | 1    |
| 28            | Лихтенщайн                    | 0     | 0      | 1     | 1    |
| Общо (30 НОК) | Общо (30 НОК)                 | 103   | 102    | 102   | 307  |

## Промени в класирането по медали
| Дата на решението                                    | Спорт/Събитие             | Спортист (НОК)                                          | 1  | 2  | 1  | Общо | Коментар |
| ---------------------------------------------------- | ------------------------- | ------------------------------------------------------- | -- | -- | -- | ---- | --- |
| Промени в класирането по медали (по време на игрите) |                           |                                                         |    |    |    |      | |
| 22 февруари 2018                                     | Смесени двойки по кърлинг | Alexander Krushelnitskiy Олимпийски спортисти от Русия  |    |    | −1 | −1   | На 18 февруари 2018 г. бе съобщено, че руският кърлинг спортист Александър Крушелницки се е провалил на допинг тест за мелдоний.След тестването на пробата B, която също е положителна, Арбитражният спортен съд потвърждава, че те започват официалното производство. На 22 февруари 2018 г. Крушелницки и неговата партньорка Анастасия Бризгалова са лишени от своите бронзови медали в смесените двойки по кърлинг. След това бронзовите медали са присъдени на норвежкия отбор. |
| 22 февруари 2018                                     | Смесени двойки по кърлинг | Kristin Skaslien Норвегия · Magnus Nedregotten Норвегия |    |    | +1 | +1   | На 18 февруари 2018 г. бе съобщено, че руският кърлинг спортист Александър Крушелницки се е провалил на допинг тест за мелдоний.След тестването на пробата B, която също е положителна, Арбитражният спортен съд потвърждава, че те започват официалното производство. На 22 февруари 2018 г. Крушелницки и неговата партньорка Анастасия Бризгалова са лишени от своите бронзови медали в смесените двойки по кърлинг. След това бронзовите медали са присъдени на норвежкия отбор. |